# Claudio
Claudio ist ein männlicher Vorname, die italienische und spanische Form von Claudius.
Die portugiesische Form des Namens ist Cláudio. Die französische Form des Namens lautet Claude, die rumänische Claudiu.

## Namensträger

### Form Claudio

#### A
- Claudio Abbado (1933–2014), italienischer Dirigent
- Claudio Achillini (1574–1640), italienischer Philosoph und Theologe
- Claudio Acquaviva (1543–1615), General der Jesuiten
- Claudio Ambrosini (* 1948), italienischer Komponist
- Claudio Arrau (1903–1991), chilenischer Pianist

#### B
- Claudio Baccalà (1923–2007), Schweizer Maler
- Claudio Baglioni (* 1951), italienischer Liedermacher und Sänger
- Claudio Barrientos (1936–1982), chilenischer Boxer
- Claudio de Bartolo (* 1975), Schweizer Musiker
- Claudio Beauvue (* 1988), französischer Fußballspieler
- Claudio Böckli (* 1984), Schweizer Biathlet
- Claudio Bohórquez (* 1976), deutscher Cellist und Musikpädagoge südamerikanischer Familienherkunft
- Claudio Bravo (1936–2011), chilenischer Maler
- Claudio Bravo (* 1983), chilenischer Fußballspieler

#### C
- Claudio Caçapa (* 1976), brasilianischer Fußballspieler
- Claudio Caiolo (* 1966), italienischer Schauspieler und Autor
- Claudio Calderón (* 1986), chilenischer Fußballspieler
- Claudio Candinas (* 1984), eigentlicher Name des Schweizer Rappers Hyphen
- Claudio Caniggia (* 1967), argentinischer Fußballspieler
- Claudio Capelli (* 1986), Schweizer Kunstturner
- Claudio Capeo (* 1985), französischer Sänger und Akkordeonist
- Claudio Castellini (* 1966), italienischer Comiczeichner
- Claudio Castelucho (1870–1927), spanischer Maler und Bildhauer
- Claudio Catuogno (* 1978), deutscher Sportjournalist
- Claudio Maria Celli (* 1941), italienischer Erzbischof
- Claudio Chiappucci (* 1963), italienischer Radrennfahrer
- Claudio Coello (1642–1693), spanischer Maler
- Claudio Coldebella (* 1968), ehemaliger italienischer Basketballspieler
- Claudio Corioni (* 1982), italienischer Radrennfahrer
- Claudio Corti (* 1955), italienischer Radrennfahrer
- Claudio Corti (* 1987), italienischer Motorradrennfahrer
- Claudio Cucinotta (* 1982), italienischer Radrennfahrer

#### D
- Claudio De Simone (* 1984), deutsch-italienischer Schauspieler
- Claudio Delgado (* 1984), ehemaliger paraguayischer Fußballspieler
- Claudio Deri (* 1989), deutscher Schlagersänger

#### E
- Claudio Echeverri (* 2006), argentinischer Fußballspieler
- Claudio Elías (* 1974), uruguayischer Fußballspieler

#### F
- Claudio Fasoli (* 1939), italienischer Jazz-Saxophonist und Komponist des Modern Jazz
- Claudio Fava (* 1957), italienischer Politiker, Journalist, Drehbuchautor und Mafiagegner; MdEP
- Claudio Foscarini (* 1958), italienischer Fußballspieler und -trainer
- Claudio Franzius (* 1963), deutscher Jurist und Hochschullehrer

#### G
- Claudio Garella (1955–2022), italienischer Fußballtorhüter
- Claudio Gentile (* 1953), italienischer Fußballspieler und -trainer
- Claudio Gomes (* 2000), französisch-guinea-bissauischer Fußballspieler
- Claudio Graziano (1953–2024), italienischer General

#### H
- Claudio Herrera (* 1988), uruguayischer Fußballspieler
- Claudio Holenstein (* 1990), Schweizer Fußballspieler
- Claudio Husaín (* 1974), argentinischer Fußballspieler

#### I
- Claudio Imhof (* 1990), Schweizer Radrennfahrer
- Claudio Innella (* 1990), uruguayischer Fußballspieler
- Claudio Isani (1941–2001), deutscher Kulturjournalist und Autor
- Claudio Isopescu (1894–1956), rumänischer Romanist, Italianist, Rumänist und Hispanist

#### J
- Claudio Jopia (* 1991), chilenischer Fußballspieler
- Claudio Jupe (* 1948), deutscher Rechtsanwalt und Notar sowie Politiker (CDU)

#### K
- Claudio Kammerknecht (* 1999), deutsch-sri-lankischer Fußballspieler

#### L
- Claudio Lange (* 1944), deutsch-chilenischer Lyriker, Künstler und Religionswissenschaftler
- Claudio Lardi (* 1955), Schweizer Politiker
- Claudio Latorre (1986), ehemaliger chilenischer Fußballspieler
- Claudio Gabriele de Launay (1786–1850), italienischer General und Politiker
- Claudio López (* 1974), argentinischer Fußballspieler
- Claudio Lurati (* 1962), italienischer Ordensgeistlicher

#### M
- Claudio Magris (* 1939), italienischer Schriftsteller
- Claudio Maldonado (* 1980), chilenischer Fußballspieler
- Claudio Michele Mancini (* 1945), deutsch-italienischer Schriftsteller
- Claudio Maniscalco (* 1962), deutscher Sänger und Schauspieler
- Claudio Marasa (* 1978), italienischer Fußballspieler
- Claudio Marchisio (* 1986), italienischer Fußballspieler
- Claudio Merulo (1533–1604), italienischer Komponist und Organist
- Claudio Mikulski (* 20. Jh.), deutscher Techno-Produzent und DJ
- Claudio Monteverdi (1567–1643), italienischer Komponist
- Claudio Muccioli (* 1958), san-marinesischer Politiker

#### N
- Claudio Naranjo (1932–2019), US-amerikanischer Psychiater
- Claudio Nicolai (1929–2020), deutscher Opernsänger
- Claudio Núñez (* 1975), chilenischer Fußballspieler

#### O
- Claudio Olivieri (1934–2019), italienischer Maler

#### P
- Claudio Passarelli (* 1965), deutscher Ringer
- Claudio Pérez (Radsportler) (* 1957), venezolanischer Radrennfahrer
- Claudio Pérez (Fußballspieler) (* 1985), argentinischer Fußballspieler
- Claudio Federico Stegmann Pérez Millán (1833–1887), argentinischer Politiker
- Claudio Pizarro (* 1978), peruanischer Fußballspieler
- Claudio Puntin (* 1965), Schweizer Klarinettist

#### R
- Claudio Ranieri (* 1951), italienischer Fußballspieler und -trainer
- Claudio Rebagliati (1843–1909), peruanischer Komponist, Geiger, Dirigent und Musikpädagoge italienischer Herkunft
- Claudio Reyna (* 1973), US-amerikanischer Fußballspieler
- Claudio Ridolfi (1560–1644), italienischer Maler
- Claudio Rivalta (* 1978), italienischer Fußballspieler
- Claudio Roditi (1946–2020), brasilianischer Jazztrompeter
- Claudio Rodríguez Fer (* 1956), spanischer Schriftsteller

#### S
- Claudio Sala (* 1947), italienischer Fußballspieler und -trainer
- Claudio Scajola (* 1948), italienischer Politiker
- Claudio Schiavoni (* 1960), italienischer Automobilrennfahrer
- Claudio Scimone (1934–2018), italienischer Dirigent
- Claudio Scremin (* 1968), kanadischer Eishockeyspieler
- Claudio Sprecher (* 1980), Liechtensteiner Skiläufer
- Claudio Strebel (* 1976), Schweizer Kontrabassist
- Claudio Suárez (* 1968), mexikanischer Fußballspieler
- Claudio Sulser (* 1955), Schweizer Fußballspieler

#### T
- Claudio Tolomei (1492–1556), italienischer Schriftsteller
- Claudio Toniolo (* 1940), italienischer Chemiker (Peptid-Chemie)

#### U
- Claudio Undari (1935–2008), italienischer Schauspieler
- Claudio Urru (* 1971), deutscher Koch

#### V
- Claudio Vandelli (* 1961), italienischer Radrennfahrer
- Claudio Vandelli (* 1967), italienischer Dirigent
- Claudio Villa (1926–1987), italienischer Sänger
- Claudio Villa (* 1959), italienischer Comiczeichner

#### W
- Claudio Willer (1940–2023), brasilianischer Schriftsteller
- Claudio Williman (1861–1934), uruguayischer Politiker

#### Y
- Claudio Yacob (* 1987), argentinischer Fußballspieler

#### Z
- Claudio Zanetti (* 1967), Schweizer Politiker (SVP)
- Claudio Zuccolini (* 1970), Schweizer Fernsehmoderator

### Form Cláudio
- Cláudio Adão (* 1955), brasilianischer Fußballnationalspieler und -trainer
- Cláudio Filipe de Oliveira Basto (1886–1945), portugiesischer Autor, Ethnograf, Romanist, Lusitanist und Dialektologe
- Cláudio Besserman Vianna (1962–2006), brasilianischer Komiker Bussunda
- Cláudio Castro (* 1979), brasilianischer Rechtsanwalt und Politiker (PSC)
- Cláudio Garcia de Souza (* 1927), brasilianischer Diplomat
- Cláudio Hummes (1934–2022), brasilianischer Theologe und Kardinal
- Cláudio Kano (1965–1996), brasilianischer Tischtennisspieler
- Cláudio Nori Sturm OFMCap (* 1953), brasilianischer Ordensgeistlicher und römisch-katholischer Bischof von Patos de Minas
- Cláudio Pitbull (* 1982), brasilianischer Fußballspieler
- Cláudio José Gonçalves Ponce de Leão CM (1841–1924), brasilianischer Ordensgeistlicher und römisch-katholischer Erzbischof von Porto Alegre
- Cláudio Ramos (* 1991), portugiesischer Fußballtorwart
- Cláudio Ramos (* 1973), portugiesischer Fernsehmoderator und Schauspieler, Radiomoderator und Schriftsteller
- Cláudio Santoro (1919–1989), brasilianischer Komponist
- Cláudio Rafael do Nascimento Santos (Cláudio; * 1993), brasilianischer Fußballspieler
- Cláudio Silva (* 1966), osttimoresischer Feuerwehrmann
- Cláudio Roberto Souza (* 1973), brasilianischer Leichtathlet
- Cláudio Taffarel (* 1966), brasilianischer Fußballspieler
- Cláudio do Carmo Vieira, im indonesisch besetzten Osttimor Politiker und Verwaltungsbeamter
- Cláudio de Jesus Ximenes (* 19**), timoresischer Jurist

### Künstlername
- Cláudio (* 1987), brasilianischer Fußballspieler
- Mário Cláudio (* 1941), portugiesischer Schriftsteller

## Sonstiges
- Cláudio, Gemeinde im brasilianischen Bundesstaat Minas Gerais